# Börzsöny és Visegrádi-hegység
Börzsöny és Visegrádi-hegység este o arie protejată (arie de protecție specială avifaunistică — SPA) din Ungaria întinsă pe o suprafață de 49.556,83 ha, integral pe uscat.

## Localizare
Centrul sitului Börzsöny és Visegrádi-hegység este situat la coordonatele 47°51′57″N 18°54′55″E / 47.8658°N 18.9153°E.

## Înființare
Situl Börzsöny és Visegrádi-hegység a fost declarat arie de protecție specială avifaunistică în mai 2004 pentru a proteja 39 de specii de animale.

## Biodiversitate
Situată în ecoregiunea panonică, aria protejată nu include niciun habitat protejat.
La baza desemnării sitului se află mai multe specii protejate de  păsări (39): pescăruș albastru (Alcedo atthis), acvilă de câmp (Aquila heliaca), acvilă țipătoare mică (Aquila pomarina), buha (Bubo bubo), Bucephala clangula, caprimulg (Caprimulgus europaeus), chirighiță neagră (Chlidonias niger), barză albă (Ciconia ciconia), barză neagră (Ciconia nigra), șerpar (Circaetus gallicus), erete de stuf (Circus aeruginosus), erete vânăt (Circus cyaneus), erete cenușiu (Circus pygargus), porumbel de scorbură (Columba oenas), ciocănitoare cu spate alb (Dendrocopos leucotos), ciocănitoarea de stejar (Dendrocopos medius), ciocănitoare de grădină (Dendrocopos syriacus), ciocănitoare neagră (Dryocopus martius), egretă albă (Egretta alba), egretă mică (Egretta garzetta), presură de munte (Emberiza cia), șoim călător (Falco peregrinus), muscar-gulerat (Ficedula albicollis), muscar (Ficedula parva), cocor (Grus grus), codalb (Haliaeetus albicilla), sfrâncioc roșiatic (Lanius collurio), ciocârlie de pădure (Lullula arborea), ferestraș mic (Mergus albellus), gaia neagră (Milvus migrans), codobatură de munte (Motacilla cinerea), stârc de noapte (Nycticorax nycticorax), vultur pescar (Pandion haliaetus), viespar (Pernis apivorus), ciocănitoare verzuie (Picus canus), lăstun de mal (Riparia riparia), chiră de baltă (Sterna hirundo), huhurezul mic (Strix uralensis), silvie porumbacă (Sylvia nisoria).
Pe lângă speciile protejate, pe teritoriul sitului au mai fost identificate 19 specii de plante, 11 specii de amfibieni, 19 specii de mamifere, 5 specii de nevertebrate, 1 specie de pești, 9 specii de reptile.